# Zolotariovka
Zolotariovka (Золотарёвка en rus) - és un poble (un possiólok) de l'óblast de Penza, a Rússia, que el 2018 tenia 2.349 habitants.